# Laurent Riboulet
Laurent Riboulet (Lilla, 18 aprile 1871 – Lilla, 4 settembre 1960) è stato un tennista francese.

## Palmarès
- Vincitore del campionato Roland-Garros della Francia nel 1893 contro Jean Schopfer.